# L'Hosmes
L'Hosmes är en kommun i departementet Eure i regionen Normandie i norra Frankrike. Kommunen ligger i kantonen Damville som tillhör arrondissementet Évreux. År 2022 hade L'Hosmes 66 invånare.

## Befolkningsutveckling
Antalet invånare i kommunen L'Hosmes
Referens:INSEE